# Джеррард, Лиза
Ли́за Джерра́рд (англ. Lisa Germaine Gerrard; род. 12 апреля 1961, Мельбурн, Австралия) — австралийский музыкант, вокалистка и композитор. Получила известность как участник музыкального коллектива Dead Can Dance, а также как кинокомпозитор.

## Биография

### Детство
Родилась в англо-ирландской семье. Её родители, Нанетт и Джон (Nanette, John), переселились в Австралию из Великобритании в поисках работы. Выросла в бедном предместье Мельбурна Прахране, в основном населённом выходцами из Средиземноморья и Ближнего Востока. По словам самой Джеррард, в детстве она любила гулять на берегу реки, где женщины занимались стиркой и зачастую пели свои национальные песни на непонятных девочке языках. Во многом благодаря этому у неё и сформировалась своеобразная манера пения без слов. У Лизы было двое братьев: старший — Джон Джеррард — мл. и младший Марк (трагически погиб в 1996 году).

### В Dead Can Dance
Музыкальная карьера Джеррард началась в 1981 году. Именно тогда вышел 7-дюймовый сингл «Centerfold» мельбурнской панк-группы Microfilm, с её вокалом (песни «Centerfold» и «Window»). До 1998 года наравне с Бренданом Перри она была одним из основных участников группы Dead Can Dance.
Биография Лизы Джеррард в составе «Dead Can Dance»: см. Dead Can Dance
В конце 1980-х годов Джеррард и Перри некоторое время жили в Барселоне (Испания). В 1989 году Джеррард снялась в антиутопической картине режиссёра Агустина Вильяронги «Дитя Луны» («Лунный ребёнок», исп. "El Nino de la Luna") в одной из главных ролей, остающейся пока единственной её актёрской работой в кино.
В 1995 году занялась сольным творчеством, записав альбом «The Mirror Pool». Песня «Sanvean» из этого альбома (впервые появилась в концертном альбоме Dead Can Dance «Toward The Within») стала одной из самых известных в её карьере.
В 1996 году вышел последний, перед распадом группы, альбом Dead Can Dance, «Spiritchaser». Он посвящён погибшему в том же году в автокатастрофе младшему брату Лизы, Марку.

### Сольная карьера
В 1998 году в результате творческого конфликта во время записи восьмого студийного альбома Dead Can Dance распались, и Джеррард всецело принялась за сольную карьеру. Спустя год вышел альбом «Duality», записанный совместно с австралийским музыкантом-электронщиком Питером Бурком.
В конце 1990-х — начале 2000-х годов Джеррард приобрела особую известность благодаря созданию музыки для фильмов («Гнев», «Свой человек», «Али», «Миссия невыполнима 2», «Оседлавший кита»). В 2001 году она, вместе с соавтором Хансом Циммером, получила премию «Золотой глобус» за саундтрек к фильму «Гладиатор». Эта музыка была также номинирована на премию Американской киноакадемии.
Джеррард использует глоссолалии, голосовую звукопись, намного чаще, чем поёт в традиционном понимании. В её репертуаре лишь несколько песен на английском языке (например, «The Human Game» из альбома «Duality»), в остальных нет текста. Она играет на различных инструментах, в том числе этнических, особенно искусно на янцине.
В 2002 году Джеррард записала дуэт с бретонским фолк-певцом Денезом Прижаном (Denez Prigent). Песня «Gortoz A Ran (J’attends)» вышла в его альбоме «Irvi», а также была использована в саундтреке к фильму «Чёрный ястреб».
Джеррард охотно сотрудничает и с представителями электронной музыки, которые (среди них Orbital, Delerium, The Future Sound Of London) также нередко используют семплы с её пением в своих композициях.
В 2004 году вышел альбом «Immortal Memory», созданный Джеррард в соавторстве с ирландским композитором Патриком Кэссиди. Часть композиций с диска первоначально предназначалась для саундтрека к фильму Мела Гибсона «Страсти Христовы», но в картину они не попали. Альбом стал последним, выпущенным на лейбле 4AD, — после окончания многолетнего контракта стороны не стали его продлевать. Одновременно Джеррард работала над сольным альбомом «Mantras of a Lost Archetype», но по неизвестным причинам он так и не был выпущен, был обнародован лишь трек-лист. Некоторые композиции из этого альбома Джеррард исполняет на концертах.

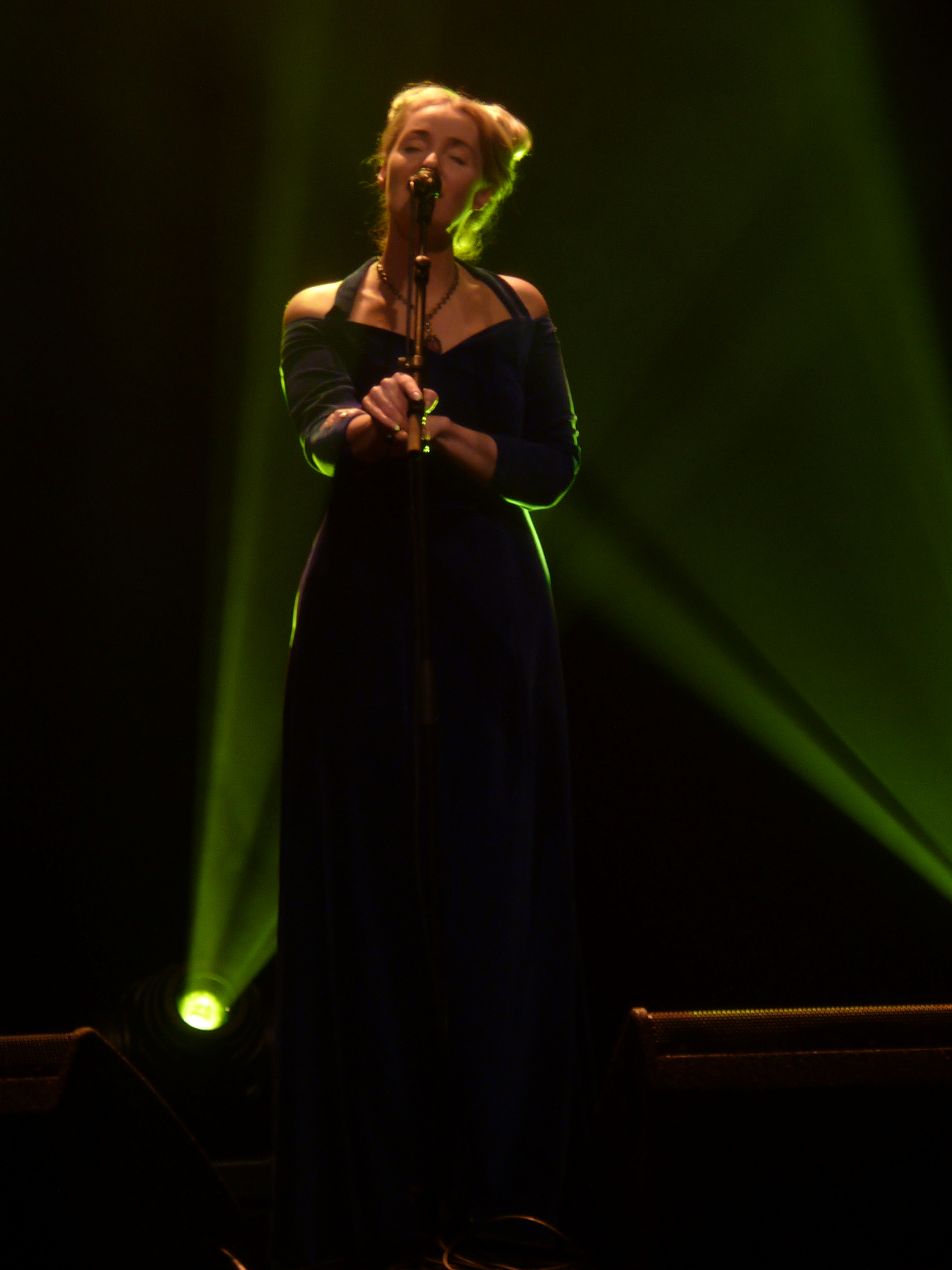
Выступление на концерте в 2009 году

В том же году композитор Эннио Морриконе пригласил Джеррард в качестве вокалистки для записи саундтрека к венгерскому фильму «Без судьбы», посвящённому жертвам Холокоста.
В 2005 году Джеррард и Перри на время объединились для концертного тура по Европе и Северной Америке. В его рамках они дали 3 апреля в Санкт-Петербурге единственный концерт возрождённых на время Dead Can Dance в России.
В сентябре 2006 года вышел фильм британского кинодокументалиста Клива Коллиера «Sanctuary», рассказывающий о творческом пути Джеррард и перипетиях её личной жизни. Спустя несколько недель появился её второй сольный альбом, «The Silver Tree», выпущенный на компакт-диске только в Австралии. Весной 2007 года он был перевыпущен в ряде европейских стран, США и Канаде. Тогда же бывший лейбл Джеррард 4AD выпустил сборник её лучших вещей, включающий как сольные работы, музыку к кинофильмам, так и песни из альбомов Dead Can Dance.
У Джеррард две дочери, Лашна и Тереза (Lashna, Teresa), рождённые в браке с дизайнером Яцеком Тушевским (Jacek Tuschewski). Она живёт с ними на собственной ферме в окрестностях городка Моэ (Moe) в местности Гипсленд (на юго-востоке Австралии, штат Виктория). Здесь же находится её собственная студия.
Осенью 2007 года в рамках турне в поддержку альбома «The Silver Tree» Лиза Джеррард выступила в Санкт-Петербурге (20 ноября, «Мюзик-Холл») и в Москве (22 ноября, Театр Эстрады).
В декабре 2007 года Джеррард записала совместную программу с немецким композитором и исполнителем электронной музыки Клаусом Шульце. Двойной альбом, названный «Farscape», вышел в июле 2008 года. Совместные концертные выступления музыкантов представлены в альбомах «Rheingold. Live at the Loreley» (2 CD и DVD) и «Dziekuje Bardzo-Vielen Dank» (3CD и DVD). Дополнительный материал, записанный в студии совместно с Шульце, вошёл в мини-альбом «Come Quietly» (2009), продававшийся на их концертах. Был запланирован альбом «Farscape 2».
В 2009 году Джеррард написала саундтрек для остросюжетного фильма «Балибо», получив за эту работу две кинонаграды — «APRA Screen Music Awards» и «Aria Awards».
В записи сольного альбома «The Black Opal» Джеррард помогали Майкл Эдвардс, Патрик Кэссиди, Питер Бурк и Джеймс Орр. В запись включён ряд песен, исполнявшихся Джеррард во время последнего тура («Sleep», «Desert Song», «Black Forest», «Serpent and the Dove» и «On an Ocean»), а также новые композиции и кавер на песню Боба Дилана «All Along the Watchtower». Альбом был выпущен в ноябре 2009 года в электронном виде (продавался на официальном сайте Джеррард), а на физическом носителе стал доступен в 2010 году в стандартном и делюкс-изданиях (на последнем на дополнительном dvd-диске присутствуют видеоклип и бонус-треки). «The Black Opal» стал первым альбомом, выпущенным Джеррард самостоятельно — на собственном лейбле Gerrard Records.
Кроме того, Джеррард работала одновременно над музыкой к ряду фильмов: японскому «Ichi», австралийскому «Playing for Charlie», а также к «Defector» (документальной ленте о холодной войне).
В июле 2010 года на лейбле Gerrard Records вышел альбом «Departum» (совместная работа Лизы с Марчелло Де Франчиши).

### Воссоединение

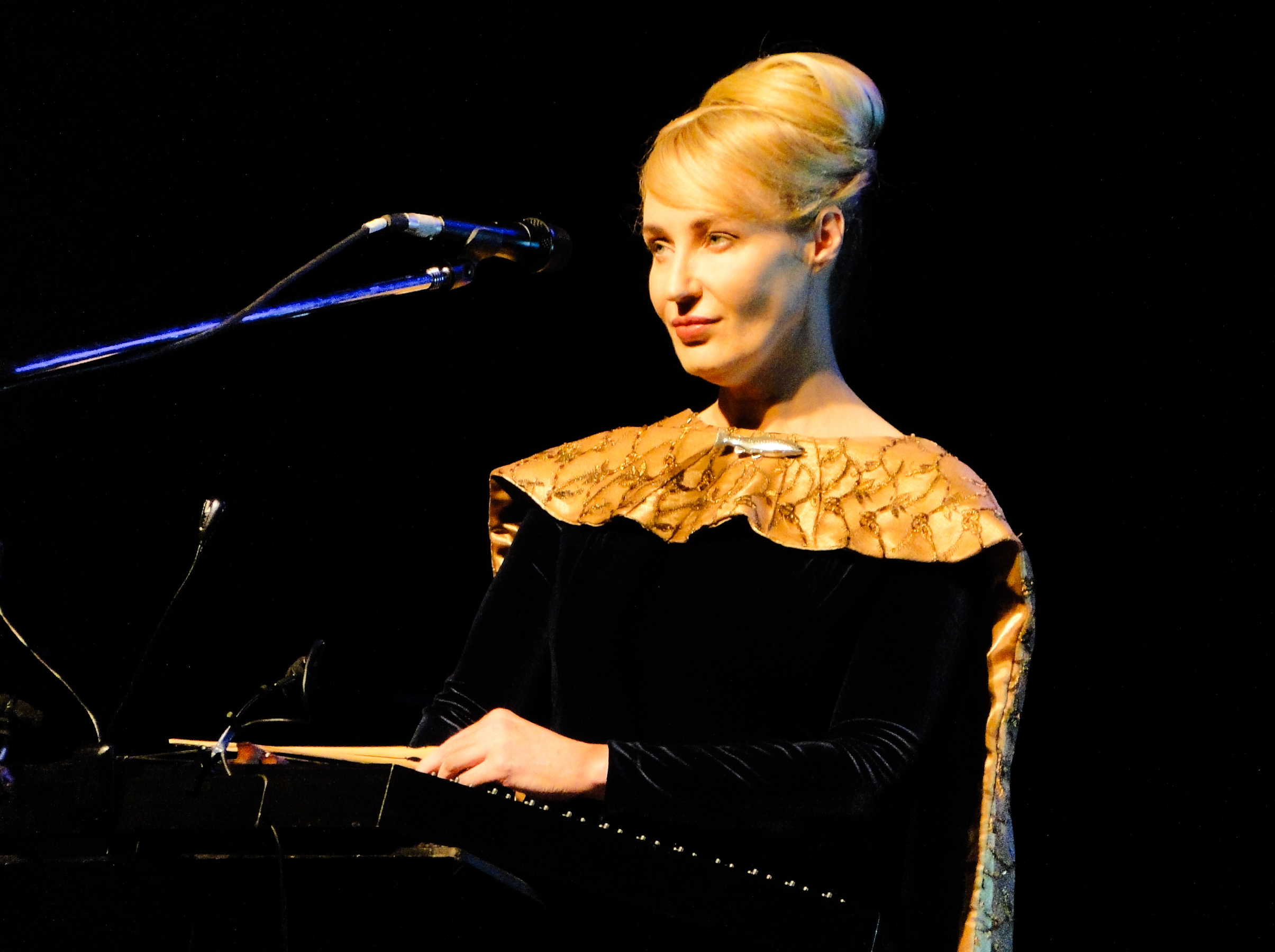
DCD 2012

В 2012 году, спустя 7 лет после последнего общего турне, Джеррард и Перри опять воссоединились и отправились в концертный тур в поддержу альбома Anastasis.

## Дискография
Дискография Лизы Джеррард с «Dead Can Dance»: см. Dead Can Dance

### Сольные альбомы
- 1995 The Mirror Pool
- 2003 Whale rider (саундтрек)
- 2006 The Silver Tree (релиз на iTunes и Rubber Records, в 2007 году перевыпущен в ряде стран с бонус-треками)
- 2007 Lisa Gerrard (The Best Of)
- 2009 Balibo (саундтрек)
- 2009 The Black Opal
- 2014 Twilight Kingdom

### Совместные альбомы
- 1998 Duality (с Питером Бурком)
- 1999 The Insider (саундтрек, с Питером Бурком)
- 2000 Gladiator (саундтрек, с Хансом Циммером)
- 2001 More Music From The Motion Picture Gladiator (саундтрек, с Хансом Циммером)
- 2004 Immortal Memory (с Патриком Кэссиди)
- 2005 A Thousand Roads (саундтрек, с Джеффом Рона)
- 2006 Ashes and Snow (саундтрек, с Патриком Кэссиди, треки «Devota», «Vespers», «Womb», «Wisdom»)
- 2008 Farscape (с Клаусом Шульце)
- 2008 Rheingold: Live at the Loreley (концертный, с Клаусом Шульце)
- 2008 Ichi (саундтрек, с Майклом Эдвардсом)
- 2009 Dziekuje Bardzo (концертный, с Клаусом Шульце)
- 2010 Departum (с Марчелло Де Франчиши)
- 2010 The Trail Of Genghis Khan (с Cye Wood)
- 2018 BooCheeMish (с The Mystery Of The Bulgarian Voices)
- 2018 Hiraeth (с Дэвидом Кукхерманном)
- 2021 Burn (с Джулсом Максвеллом)
- 2022 Exaudia (с Марчелло Де Франчиши)

### Синглы и EP
- 1994 Deux Titres Live (La Bas, Lament)
- 1995 Sanvean
- 1998 The Human Game (с Питером Бурком)
- 2000 Now We Are Free (с Хансом Циммером)
- 2003 Abwoon (с Патриком Кэссиди)
- 2004 One Perfect Sunrise (с Orbital)
- 2009 Come Quietly (EP, с Клаусом Шульце)
- 2009 Hommage A Polska (с Клаусом Шульце)

### Разное
- MICROFILM: Centerfold 7" («Centerfold» & «Window») (1981)
- Сборник «From Belgrave with love» («Mossaic» by Lisa Gerrard & «Summer house» by Microfilm)1981
- The Future Sound of London семплировали вокал Лизы из песни «Dawn of the Iconoclast» для их хитового сингла «Papua New Guinea» (1992)
- Сборник «These wings without feathers» («Dreamsong» & «Untitled») (1996)
- «The wings of a film — the music of Hans Zimmer» («Now we are free», концертное исполнение)
- С Orbital: «One Perfect Sunrise» в альбоме «The Blue Album» (2004)
- Orbital при участии Лизы Джеррард: One perfect sunrise (radio mix) CD-сингл
- Orbital при участии Лизы Джеррард: One perfect sunrise (Phil Hartnoll mix) CD-сингл
- «J’Attends — Gortoz A Ran» дуэт с Денезом Прижаном в его альбоме «Irvi», использован в саундтреке к фильму «Чёрный ястреб»
- «An Hini a Garan» — дуэт с Денезом Прижаном в его альбоме «Sara’c»
- «Mantras of a lost archetype» — невыпущенный сольный альбом
- Художественная выставка «Ashes and Snow» Грегори Кольбера

### Участие в записи саундтреков
- 2:22 (2017) с Джеймсом Орром
- Джейн берёт ружьё (2016)
- Библия (2013) с Хансом Циммером
- От Арарата до Сиона (2010) с Ара Торосяном
- Balibo (2009)
- Playing for Charlie (2008)
- Мгла (2007) (Dead Can Dance) — песня The Host of Seraphim
- A Seal’s Life (2006) с Патриком Кэссиди
- The Greater Meaning of Water (2006) ранее записанный материал
- Seoul Train (2005)
- Без судьбы (2005) с Эннио Морриконе («A song», «A voice from the inside», «Return to the life»)
- Константин: Повелитель тьмы (2005) (запись не завершена)
- A Thousand Roads (2005) с Jeff Rona
- Король Артур (2004) — песня «Amergin’s Invocation»
- Слоёный торт (2004)
- Салимов удел (мини-сериал) (2004) с Патриком Кэссиди и Кристофером Гордоном
- Гнев (2004) вокал
- Страсти Христовы (2004) с Патриком Кэссиди (в фильм музыка не попала, затем использована в альбоме «Immortal Memory»)
- One Perfect Day (2004)
- Сериал «Западное крыло»(2003) — песня «Sanvean» в эпизоде «7A WF 83429»
- Слёзы солнца (2003) с Хансом Циммером
- Оседлавший кита (2002)
- Али (2001) с Питером Бурком
- «Ali» original soundtrack II.
- Чёрный ястреб (2001) — песня: «J’Attends — Gortoz A Ran» с Денезом Прижаном
- Миссия невыполнима 2 (2000) с Хансом Циммером
- Гладиатор (2000) с Хансом Циммером
- Свой человек (1999) с Питером Бурком
- Тринадцатый воин (1999) с Graeme Revell (запись в фильме не использована)
- Nadro (1998)
- Heat (1995) материал альбома The Mirror Pool.
- Барака (1992) (Dead Can Dance)
- Лунный ребёнок (1989) (Dead Can Dance)
- Demoni 2 (1986) (Dead Can Dance)

## Видеография

### Роли в кино
- 1989 Georgina («El niño de la luna»)

### Документальные фильмы
- 1994 «Toward The Within» (концерт Dead Can Dance)
- 2006 «Sanctuary: Lisa Gerrard»

### Видеоклипы
- 1984 Frontier (Dead Can Dance)
- 1992 The Host Of Seraphim (Dead Can Dance)
- 1993 Yulunga (Dead Can Dance)
- 1995 Sanvean
- 1999 The Human Game
- 2001 Now We Are Free
- 2002 Gortoz A Ran (J’attends) (Denez Prigent)
- 2004 One Perfect Sunrise (Orbital)
- 2006 Come Tenderness